# Piedra Larga, Mexico City
Piedra Larga är en ort i Mexiko.   Den ligger i kommunen Tlalpan och delstaten Distrito Federal, i den sydöstra delen av landet, 26 km söder om huvudstaden Mexico City. Piedra Larga ligger 2 735 meter över havet och antalet invånare är 247.
Terrängen runt Piedra Larga är lite bergig. Runt Piedra Larga är det mycket tätbefolkat, med 2 431 invånare per kvadratkilometer. Närmaste större samhälle är Iztapalapa, 19,9 km norr om Piedra Larga. I omgivningarna runt Piedra Larga växer huvudsakligen savannskog.